# Skånevikfjorden
Skånevikfjorden es un fiordo de Noruega. Tiene 15 km de longitud y fluye entre los municipios de Etne y Kvinnherad en la provincia de Hordaland y del municipio de Vindafjord en Rogaland. Sus principales afluentes son los fiordos Åkrafjorden, Etnefjorden y Matersfjorden para luego seguir hacia el suroeste y desembocar en el Hardangerfjorden.  Algunas villas asentadas en el fiordo son Utåker y Skånevik. Las islas de Halsnøya, Fjelbergøya y Borgundøya están del lado noroeste.